# Dom Capuano
Dom Capuano, all'anagrafe Domenico Capuano (Torino, 21 aprile 1975), è un compositore e produttore discografico italiano.

## Biografia
Nella sua carriera ha composto e prodotto diversi successi discografici di livello nazionale ed internazionale tra i quali, Let Me Be (1993), "Take My Way" (1994), "Stay With Me" (1995) dei Da Blitz, You Make me Cry (1995) dei Bliss Team, Move Your Body degli Eiffel 65 (2000) (per cui ha scritto, arrangiato e prodotto numerose tracce compresa Quelli che non hanno Età, SanRemo 2003), "The Man in the Moon" di Gabry Ponte, "Wale (Tanto Wale)" (2008) dei dARI di cui è stato anche produttore artistico.
Ha studiato musica, in particolare il contrabbasso al conservatorio G. Verdi di Torino. Ha conseguito gli studi della musica elettronica con il Prof. Ruggero Taje ed inoltre approfondito gli studi del pianoforte, della composizione e della direzione d'orchestra.
La sua carriera musicale si divide in due percorsi paralleli: quello della discografia e quello del circuito accademico.
Dagli inizi anni novanta si è affermato come compositore e produttore discografico ed è considerato un produttore di "successo e al passo con i tempi" grazie alla sua continua ricerca maniacale e sperimentale del suono.
Nel 1993 insieme a Simone Pastore compone il suo primo disco "Let me be" dando il via così alla carriera artistica dei Da Blitz.(massima posizione numero 11).
Nel 1994 e la volta di "Take My Way".
Come compositore e arrangiatore entra con i Da Blitz ripetutamente nella classifica Italiana con "Let me Be" e "Stay with Me" con cui raggiungono finalmente la posizione numero 1. I Da Blitz entreranno in classifica ancora con i brani "Movin' on" (massima posizione numero 4)"Take Me Back" (massima posizione numero 4, e "I Believe" (massima posizione numero 8).
Al suo attivo diversi awards tra cui 3 dischi di platino con oltre 3 milioni di copie vendute negli USA (certificati RIAA), 2 di Platino e 3 dischi d'oro in Europa con oltre 1 500 000 copie per aver composto Move Your Body degli Eiffel 65, oltre a altri awards raggiungendo oltre 10 milioni di copie nel mondo.
Ha inoltre ricevuto dischi d'oro con i Da Blitz, Gabry Ponte, Karmah, e Eiffel 65.
L'album Europop degli Eiffel 65 ottiene la Pos.# 4 delle classifiche USA vendendo un totale di 3 800 000 copie ottenendo anche buone recensioni sulla stampa americana (Ref: Pop Matters Entertainment Weekly Music, inoltre Europop riceve la Nomination ai Grammy Awards del 2001., World Music Award di Montecarlo nel 2000.
Ha inoltre collaborato, prodotto remixes per: Jean-Michel Jarre, Kool & The Gang, Laura Pausini, 883, Max Pezzali, Aqua. Zucchero Fornaciari, Nek, Andreas Johnson, Alphaville, Toni Braxton, S Club 7, I Cugini di Campagna, Little Tony.
Partecipa inoltre alla produzione di due album di successo del DJ Gabry Ponte ,“Doctor Jeckyll" and Mr. "DJ” e “Gabry Ponte” entrambi pubblicati da Universal Italy, entrando nelle classifiche Nazionali.
Nell'estate 2007 conosce i dARI con cui inizia una collaborazione artistica come produttore artistico e coautore dei brani, così poco più tardi nel febbraio 2008 insieme ai dARI raggiunge il successo con la canzone "Wale (Tanto Wale)". Dopo il successo di Wale tanto Wale insieme ai dARI e all'etichetta "Fondazione Sonora" riceve alcuni premi tra cui: premio Meeting delle Etichette indipendenti del 2008, Premio Videoclip Italiano del 2008 come "Video Rivelazione dell'anno" per "Wale" dei dARI. I dARI inoltre vincono 2 MTV TRL Awards nel 2008 come "New Best Artist" e nel 2009 come "Best Look".
Nel 2010 produce il gruppo salentino "Fonokit" con cui nel 2011 ottiene consenso in particolare dalla critica.

### Cinema e Colonne sonore
Negli anni coltiva una forte passione per le colonne sonore grazie alla sua formazione accademica.
Nel 2006 comincia un nuovo periodo dove approfondisce lo studio della composizione per il cinema e nel 2008 compone la sua prima vera ed intera colonna sonora per un medio metraggio della durata di 45 minuti, Calibro 70 di Alessandro Rota.
Segue nel 2009 la colonna sonora "Hey Giò" per la serie TV intitolata Chiamatemi Giò per Disney Channel.
Nel 2011 compone e produce la colonna sonora del film australiano "The Sleeping Warrior", un film dal tema filosofico-politico del regista Indiano Chayan Sarkar.
Nel 2012 compone e produce la colonna sonora per il film di produzione americana "Solid State" con protagonista Vivica A. Fox.
Nel 2015 compone e produce il secondo episodio della trilogia diretta dal regista Stefano Milla "Richard The Lionheart: Rebellion" un film che racconta le vicende e vicissitudini dell'ascesa al trono del futuro Re d'Inghilterra Riccardo Cuor di Leone. Nello stesso anno compone la colonna sonora del film per la TV "Beautiful Destroyer".
Il 2016 è l'anno di The Silent Lynx e Branded con protagonisti i gemelli London, Jeremy e James London noti in America per le numerosi serie TV che li hanno portati alla ribalta negli anni '90, Inoltre in Branded si può notare la presenza di Christopher Showerman famosi per aver interpretato in passato "Tarzan" in "George Re della giungla" firmato Disney.
Continua la produzione e composizione di colonne sonore e il 2017 è la volta di Kingdom of Gladiators, the Tournament con protagonista l'eroe del Wresting WWF e WWE Solofa Fatu Jr. detto Rikishi interpretate con Massimo Boldi nel film "Natale a Miami".
Nel 2018 compone le musiche per il film "Enter The Fire" interpretato da Lou Ferrigno. Sempre vicino al mondo accademico negli anni compone numerosi film corti per gli studenti delle università americane di USC University of Southern California, UCLA University of California Los Angeles, NYFA (New York Film Academy), (AFI) American Film Institute, (HIFA) Hollywood International Film Academy.
Le sue musiche sono anche utilizzate in film trailers, spot televisivi e Serie TV americane.

## Discografia

### Canzoni
Selezioni dei brani con un importante riscontro commerciale dove ha partecipato come autore e/o compositore; (come Domenico Capuano)
| Anno | Titolo                       | Autori del testo                      | Autori della musica                                    | Interpreti  |
| ---- | ---------------------------- | ------------------------------------- | ------------------------------------------------------ | ----------- |
| 1993 | Let Me Be                    | Gianfranco Randone                    | Domenico Capuano, Simone Pastore, Massimo Gabutti      | Da Blitz    |
| 1994 | Take my way                  | Gianfranco Randone e Viviana Presutti | Simone Pastore, Domenico Capuano, Massimo Gabutti      | Da Blitz    |
| 1995 | You make me cry              | Gianfranco Randone e Massimo Gabutti  | Gianfranco Randone, Domenico Capuano, Roberto Molinaro | Bliss Team  |
| 1996 | Take Me Back                 | Viviana Presutti                      | Simone Pastore, Domenico Capuano, Massimo Gabutti      | Da Blitz    |
| 2000 | Move Your Body               | Domenico Capuano, Gianfranco Randone  | Domenico Capuano, Roberto Molinaro, Maurizio Lobina    | Eiffel 65   |
| 2003 | Quelli che non hanno età     | Gianfranco Randone, Maurizio Lobina   | Domenico Capuano, Gabry Ponte, Gregory Colla           | Eiffel 65   |
| 2004 | The Man in the Moon          | Gianfranco Randone e Gabry Ponte      | Domenico Capuano, Gabry Ponte, Massimo Gabutti         | Gabry Ponte |
| 2008 | Wale (tanto wale)            | Dario Pirovano e Domenico Capuano     | Domenico Capuano, Dario Pirovano                       | dARI        |
| 2008 | Tutto Regolare               | Dario Pirovano                        | Domenico Capuano, Dario Pirovano, Fabio Cuffari        | dARI        |
| 2009 | Non Pensavo feat Max Pezzali | Dario Pirovano e Domenico Capuano     | Domenico Capuano, Dario Pirovano, Fabio Cuffari        | dARI        |
| 2010 | Cercasi AAAmore              | Dario Pirovano e Domenico Capuano     | Domenico Capuano, Dario Pirovano, Fabio Cuffari        | dARI        |

Selezioni dei brani con un importante riscontro commerciale dove ha partecipato come produttore;
- 1993 - Da Blitz: Let me be
- 1994 - Da Blitz: Take my way
- 1995 - Da Blitz: Stay with me
- 1995 - Bliss Team: You make me cry
- 1996 - Da Blitzz: Take me back
- 2000 - Eiffel 65: Move Your Body
- 2003 - Eiffel 65: Quelli che non hanno età
- 2004 - Gabry Ponte: The Man in The Moon
- 2006 - Karmah: Just Be Good To Me
- 2008 - dARI: Wale (tanto wale)
- 2008 - dARI: Tutto regolare
- 2009 - dARI e Max Pezzali: Non pensavo
- 2009 - dARI Cercasi AAAmore
- 2009 - dARI: Casa casa mia
- 2010 - dARI: Più di te
- 2011 - Fonokit: Non Esiste
- 2014 - ONYX - All Over (Featuring – Busta Rhymes)
- 2017 - Gabry Ponte feat. Umberto Tozzi: Tu Sei
- 2018 - IAGO - I Think I Love You

### Album
Dove ha partecipato come autore e produttore;
- 2000 - Eiffel 65: Europop
- 2001 - Eiffel 655: Contact!
- 2003 - Eiffel 655: Eiffel 65
- 2002 - Gabry Ponte: Gabry Ponte
- 2004 - Gabry Ponte: Dottor Jekyll & Mister DJ
- 2006 - Karmah: Be Good To Me
- 2008 - dARI: Sottovuoto generazionale
- 2009 - dARI: Sottovuoto: d-VERSION
- 2010 - dARI: In testa
- 2011 - Fonokit: Amore o Purgatorio
- 2014 - Onyx – #Turndafucup

### Album (a suo nome)
- 2009 - Fire in The City
- 2010 - AfterNight
- 2011 - A Modern Aborigins
- 2012 - The Journey to The Sacred Places (vo.1) - (colonna sonora - un documentario di Alessandro Rota)
- 2014 - Zombeat in the Solid state
- 2014 - The Journey to The Sacred Places (vo.2)
- 2015 - Richard The Lionheart: Rebellion
- 2016 - Beautiful Destroyer
- 2017 - Branded

### Opere musicali e composizioni
- 2013 - Happily Ever After Suite
- 2016 - I Tried
- 2019 - All Part Of Your Imagination feat. BlaekMusk
- 2020 - Lunar
- 2021 - Mystic Stellar
- 2021 - Aurus

### Films e Colonne sonore TV
- 1998 - Poken Monster (Pokémon, Taiwan)
- 2006 - Mutant Ninja Turtles
- 2008 - Lifexence - AfterVille (The Underground Exhibition Movie, Turin)
- 2008 - Calibro 70
- 2009 - Hey Giò (Sigla per la serie TV Chiamatemi Giò di Disney Channel Italia)
- 2010 - Dopo La Notte
- 2011 - Lourdes (Documentario)
- 2011 - The Sleeping Warrior
- 2012 - Solid State
- 2013 - Happily Ever After Suite (Cortometraggio)
- 2014 - Il Libro e La Fabbrica
- 2014 - Beautiful Destroyer
- 2015 - Limbus (Cortometraggio)
- 2015 - Richard The Lionheart: Rebellion
- 2016 - The Silent Lynx
- 2016 - Branded
- 2017 - Kingdom of Gladiators, the Tournament
- 2017 - Empire of the Heart
- 2018 - Enter The Fire
- 2020 - MyCorona
- 2022 – Watergate: High Crimes in the White House
- 2023 – Beyond Skinwalker Ranch (S1)
- 2024 – Snow White's Christmas Adventure
- 2024 – Beyond Skinwalker Ranch (S2)

### Remix e Collaborazioni
- Tout est Bleu - Jean-Michel Jarre in collaborazione con Jean Michel Jarre
- All Over - Onyx ft Busta Rhymes
- Freak - Samuele Bersani
- Come Mai - 883
- La Donna il Sogno e Il Grande Incubo - 883
- La Regina Del Celebrità - 883
- Viaggio al Centro Del Mondo - 883
- Everyone Has Inside - Gala
- Ring My Bell - Ann Lee
- Paradise - Simone Jay
- Get Down On It - Kool & The Gang
- Anywhere - Peach
- U Gotta Be - Alex Party
- Big in Japan - Alphaville
- Little Girl - Lilù
- Thinkin' Of You - Super Eva
- You And Me - Regina
- All I Really Want - Kim Lukas
- The Bad Touch - Bloodhound Gang
- Who Let The Dogs Out? - Bahaman
- Freaky Friday - Aqua
- Glorious - Andreas Johnson
- Reach - S Club 7
- Black And White - Ana Betz
- Thinkin Of You - Supereva
- Here Comes The Sunshine - Love Inc.
- Il Mio Sbaglio Più Grande - Laura Pausini
- Anima Mia - I Cugini di Campagna
- Figli di Pitagora - Little Tony & Gabry Ponte